# Christian Ravaglioli
Christian Ravaglioli (Ravenna, 11 settembre 1975) è un polistrumentista e compositore italiano.

## Biografia
Dopo gli studi classici e i diplomi in Pianoforte e Oboe che l'hanno portato ad un'intensa collaborazione con teatri di fama mondiale, Teatro alla Scala diretta dal Maestro Riccardo Muti, Orchestra Sinfonica di Sanremo, Orchestra Sinfonica di Milano diretta dal Maestro Riccardo Chally, Orchestra of North Texas (Dallas - Stati Uniti), ha abbracciato un percorso articolato che spazia dalla composizione, improvvisazione, fino alla contemporanea. 
Nel 2001 presso il conservatorio di Milano partecipa ad un laboratorio di composizione diretto dal Maestro Ennio Morricone
Debutta come compositore nel 2002, con lo spettacolo H20, prodotto dal Teatro Giuditta Pasta di Milano, seguono successivamente numerose collaborazioni, citandone alcune L'Orchestra "Arturo Toscanini" di Parma, gli scrittori 
Alessandro Bergonzoni e Stefano Benni, Lella Costa, "Centurie" Festivaletteratura con Lietta Manganelli, l'attore Ivano Marescotti, il poeta Nevio Spadoni, Compagnia Teatrale " Teatro alle Albe", "Europe jazz Network".
Si è esibito come musicista e compositore al Blue Note di Milano, MoMa Museum of Modern Art|Moma Museum of Modern Art - New York, Parco della Musica (Roma), Casa del Jazz (Roma), Mei, Rai Tv, WNYC (radio pubblica di New York), Paradiso (Amsterdam).
Le sue composizioni hanno come Edizioni Musicali: Carosello Edizioni Musicali, Warner/Chappell Music, Edizioni Musicali Casadei Sonora. Nel 2013 ottiene il permesso da Anna Lomax Wood (Association for Cultural Equity) di utilizzare le registrazioni e campionamenti dell'etnomusicologo statunitense Alan Lomax.
Tra le collaborazioni e incisioni degli ultimi anni: David Riondino, Trilok Gurtu, Michael Marcus, Vinicio Capossela, Gianluca Petrella, Jovanotti, Sonny Simmons, Howe Gelb, Hector Luis Moreno, John De Leo, Marianne Dissard, 
Massimo Ottoni, Anna Oxa, Marc Ribot, David Hidalgo, Jim Keltner, Fabrizio Bosso, Dan Stuart (Green on red), Robyn Hitchcock, Jon Jost (regista), Mattia Mura (regista), Calexico, Roberto Gatto, Sarah Jane Morris, Alessandro Alessandroni (chitarrista, noto per la sua abilità nel fischiare in molte colonne sonore del Maestro Ennio Morricone), Elena Bucci, Ermanno Cavazzoni, Gene Gnocchi.
Nel 2015 produce, cura la regia e scrive le musiche per lo spettacolo teatrale Resistere a Mafiopoli (al Cappio della Cravatta), con la partecipazione di Casa Memoria (Cinisi), Giovanni Impastato (fratello di Peppino Impastato) e la sandArt di Massimo Ottoni.
Per Rai 1 TV arrangia le canzoni Caruso (brano musicale) e Come è profondo il Mare di Lucio Dalla, sotto la direzione orchestrale del M.Vince Tempera.
Collaboratore in studio e concerti live con le band Sacri Cuori, Extra Liscio, Shaloma Locomotiva Orchestra, John De Leo
Dal 2017 è direttore artistico del Teatro Socjale (Ravenna)
Nel 2019 produce il primo album di canzoni del regista americano Jon Jost
Suona sintetizzatori analogici, organo hammond, fisarmonica e, sempre della famiglia degli oboi, il corno inglese e il Duduk (oboe antico).

### Riconoscimenti
Nel 2010 con l'album "Una Frase un Rigo Appena" vieni inserito in JAZZIT | 100 GREATEST JAZZ ALBUMS 

Nel 2019 vince il premio MEI "Liscio nella rete"

## Discografia

### Solista

#### Album in studio
- 2007 Stazione Termina
- 2009 A Day at Miller's Grove
- 2010 Una frase un rigo appena
- 2011 Ephemera - Distance
- 2013 Gem Pushers
- 2014 Il giovane Valzer
- 2017 Il respiro della mia gente
- 2018 Ti confido un segreto
- 2018 The Withe Mists
- 2019 Wilson
- 2019 l’Ombrellone e la Medusa
- 2019 Acufenia
- 2020 L’Anima Buona del Sezuan (album doppio)
- 2020 Distance  - Gem Pushers
- 2020 Keep Out
- 2021 Manto Gemello
- 2021 The Elegias
- 2021 Musical Tales, Vol.1: Into the Light
- 2021 Musical Tales, Vol.2: Imaginary Dimension
- 2021 Musical Tales, Vol.3: Those Who Applauded In Dialect
- 2022 Christian Ravaglioli: Works for Winds
- 2023 Ludoteca
- 2023 Fantasies for Piano
- 2023 E a un tratto
- 2024 Labyrinths
- 2024 Cla Lus
- 2024 Evocations for Oboe and English Horn
- 2024 Nell’Aria

### Singoli
- 2013 - Bolgheri Ti Amo
- 2017 - I Zibaldòn
- 2018 - Love Is Love feat. Sarah Jane Morris
- 2020 - 100 Amarcord - omaggio a Federico Fellini e Tonino Guerra
- 2023 - Ludo
- 2023 - Kawana
- 2023 - Alarm Clock for iPhone
- 2024 - Il Mostro di Ravenna
- 2024 - Nell'aria
- 2024 - Ode Onde
- 2024 - Alveari
- 2024 - Inatteso
- 2024 - Ice Dance
- 2025 -  Se avessi

## Collaborazioni

### Come compositore delle musiche

#### Album in studio
- 2007 Il Concetto di Thelone di Alessandro Bergonzoni
- 2007 Vago Svanendo di John De Leo
- 2010 Proxima (Anna Oxa)|Proxima di Anna Oxa
- 2010 Piano Car di Stefano Ianne
- 2011 L'Abandon di Marianne Dissard
- 2012 Rosario dei Sacri Cuori
- 2014 Il Grande Abarasse di John De Leo

#### Cortometraggi
- 2016 - Inside regia di Eliana Miglio (BAff - Busto Arsizio Film Festival 2017)

#### Video
- 2017 - Resistere a Mafiopoli (al Cappio della Cravatta) regia di Christian Ravaglioli con Giovanni Impastato e Massimo Otton
- 2018 - Love is love di Jon Jost e Christian Ravaglioli
- 2019 - Nave di Jon Jost

### Come musicista

#### Album
- 2008 Safari (album Jovanotti)|Safari di Jovanotti
- 2008 Voy di Alexander Acha
- 2011 Douglas & Dawn di Sacri Cuori
- 2012 Valdazze di Saluti da Saturno
- 2012 Dos Manos di Woody Jackson
- 2012 The Deliverance of Marlowe Billings di Dan Stuart
- 2012 Dansons di Naim Amor
- 2013 Dancing Polonia di Saluti da Saturno
- 2013 Zoran il mio nipote scemo di Sacri Cuori
- 2013 Storie di una corsa di Federico Braschi
- 2013 Danza del ventre di Francesco Giampaoli
- 2015 Delone di Sacri Cuori
- 2016 Baby Carla di Carla Lippis
- 2016 Canzoni da ballo di Extraliscio
- 2016 Bound,Chained, Fettered di Terry Lee Hale
- 2016 Indiana di Dulcamara
- 2017 Imballabilissimi - Ballabilissimi di Extraliscio
- 2017 Don Antonio di Antonio Gramentieri
- 2018 The Unfortunate Demise of Marlowe Billings di Dan Stuart
- 2018 Lo stretto necessario (Giacomo Scudellari)|Lo stretto necessario di Giacomo Scudellari
- 2018 Made in Romagna di Vittorio Bonetti
- 2020 Going Going Gone di Jon Jost

## Spettacoli teatrali

### Musiche originali
- 2001 - H2o Teatro Giuditta Pasta Milano
- 2001 - Centurie  Festivaletteratura-Mantova con Lietta Manganelli
- 2012 - Legato ad un granello di sabbia
- 2013 - Il mio nome è Nettuno con David Riondino e Massimo Ottoni
- 2016 - L'ultima madre Festival Internazionale della Danza Contemporanea Oriente Occidente
- 2018 - L'Anima buona del Sezuan di Bertolt Brecht regia di Elena Bucci, produzione CTB ed ERT Emilia-Romagna Teatro Fondazione

### Regia e musiche originali
- 2006 - Passio con Stefano Tonelli
- 2015 - Resistere a Mafiopoli con Giovanni Impastato e Massimo Ottoni
- 2018 - Il Respiro Della Mia Gente & Prima Del Liscio con Eraldo Baldini